# Margit Söderberg
Sigrid Margit Söderberg, född Billing den 7 januari 1908 i Stockholm, död den 6 juli 1993 i Kista, var en svensk målare och tecknare.
Söderberg var gift med konstnären Herbert (Bert) Söderberg. Hon studerade vid Blombergs målarskola och Welamsons målarskola i Stockholm. Hon medverkade i Konsthantverkarnas gilles utställningar på Liljevalchs konsthall. Söderberg var huvudsakligen verksam som tidningstecknare för olika Stockholmstidningar. Hon är gravsatt i minneslunden på Kungsholms kyrkogård i Stockholm.